# Fortællinger fra marsk og mose
Fortællinger fra marsk og mose (kinesisk: 水浒传; pinyin: Shuǐhǔ Zhuàn) er en kinesisk roman og regnes som en af De fire klassiske romaner fra Mingdynastiets tid. Romanen var oprindeligt en mundtlig overlevering og den blev første gang nedskrevet i 1300-tallet.
Der er på dansk udgivet en bog Tiger, tiger – Wu Song og tigeren i kinesisk historiefortælling om den del af romanen der hedder Wu Song og tigeren.

## Historie
Romanen er løst baseret på den historiske bandit Song Jiang der var leder af en bande på 36 mænd. Banden var aktiv i områder omkring floden Huai He og endte med at måtte overgiver sig til regeringstropper i år 1119.